# Tonya Evinger
Tonya Evinger (Odessa, 4 giugno 1981) è una lottatrice di arti marziali miste statunitense.
Attualmente combatte nella divisione dei pesi gallo per l'organizzazione statunitense UFC. Nel 2017 è stata una contendente al titolo dei pesi piuma UFC, venendo sconfitta dalla brasiliana Cristiane Justino. Tra il 2015 ed il 2017 è stata campionessa dei pesi gallo nella promozione Invicta. 

## Stile di combattimento
Tonya Evinger è una lottatrice capace di competere sia nel combattimento a terra che in quello in piedi, dotata di un buone conoscenze nelle discipline del pugilato e della lotta libera.

## Carriera nelle arti marziali miste

### Invicta Fighting Championships
Dopo la sua partecipazione al reality show The Ultimate Fighter, la Evinger viene spedita nella promozione femminile Invicta Fighting Championships. Compie il suo esordio il 7 dicembre 2013 sconfiggendo Sarah D'Alelio per decisione unanime.
Successivamente la Evinger si trasferisce a Houston, dove inizia a frequentare la palestra Gracie Barra Champions per migliorare il proprio striking. Il 6 settembre 2014 affronta la brasiliana Ediane Gomes, imponendosi via armbar alla prima ripresa.
Torna a lottare dopo soli due mesi, in un match contro Cindy Dandois che la vede vittoriosa per sottomissione. Grazie a tale successo ottiene finalmente la possibilità di lottare per il titolo di categoria, lasciato vacante da Lauren Murphy che lo stesso anno firma un contratto con l'UFC.
La sfida per il titolo vacante la vede opposta alla striker messicana Irene Aldana il 9 luglio 2015: la Evinger domina l'incontro sin dall'inizio della contesa, spiazzando l'avversaria per KO tecnico alla quarta ripresa.

## Risultati nelle arti marziali miste
| Risultato  | Record   | Avversario        | Metodo                           | Evento                                   | Data             | Round | Tempo | Città                    | Note |
| ---------- | -------- | ----------------- | -------------------------------- | ---------------------------------------- | ---------------- | ----- | ----- | ------------------------ | --- |
| Sconfitta  | 19-6 (1) | Cristiane Justino | KO tecnico (ginocchiate)         | UFC 214: Cormier vs. Jones 2             | 29 luglio 2017   | 3     | 1:56  | Anaheim, Stati Uniti     | Per il titolo dei pesi piuma femminili UFC                                                                                     |
| Vittoria   | 19-5 (1) | Yana Kunitskaya   | Sottomissione (rear-naked choke) | Invicta FC 22: Evinger vs. Kunitskaya II | 25 marzo 2017    | 2     | 4:32  | Kansas City, Stati Uniti | Difende il titolo dei pesi piuma femminili Invicta                                                                             |
| No Contest | 18–5 (1) | Yana Kunitskaya   | No Contest                       | Invicta FC 20: Evinger vs. Kunitskaya    | 18 novembre 2016 | 1     | 1:59  | Kansas City, Stati Uniti | La sconfitta per sottomissione della Evinger venne cambiata in no contest, a causa di un ricorso presentato dalla statunitense |
| Vittoria   | 18-5     | Colleen Schneider | Decisione (unanime)              | Invicta FC 17: Evinger vs. Schneider     | 7 maggio 2016    | 3     | 5:00  | Costa Mesa, Stati Uniti  | Difende il titolo dei pesi piuma femminili Invicta                                                                             |